# Conectiva
Conectiva，由開放軟體社群Arnaldo Carvalho de Melo的成員所建立的軟體公司，於1995年8月28日，在巴西巴拉那州的首府庫里奇巴創立。它是拉丁美洲開放軟體運動的先驅，致力於自由軟體與Linux的發展，曾經參與United Linux計劃。
2005年1月24日，由MandrakeSoft以179萬歐元（當時匯率，相當於230萬美元）收購。

## 外部連結
- Conectiva官方首頁 (葡萄牙文)